# サタデーナイトスペシャル

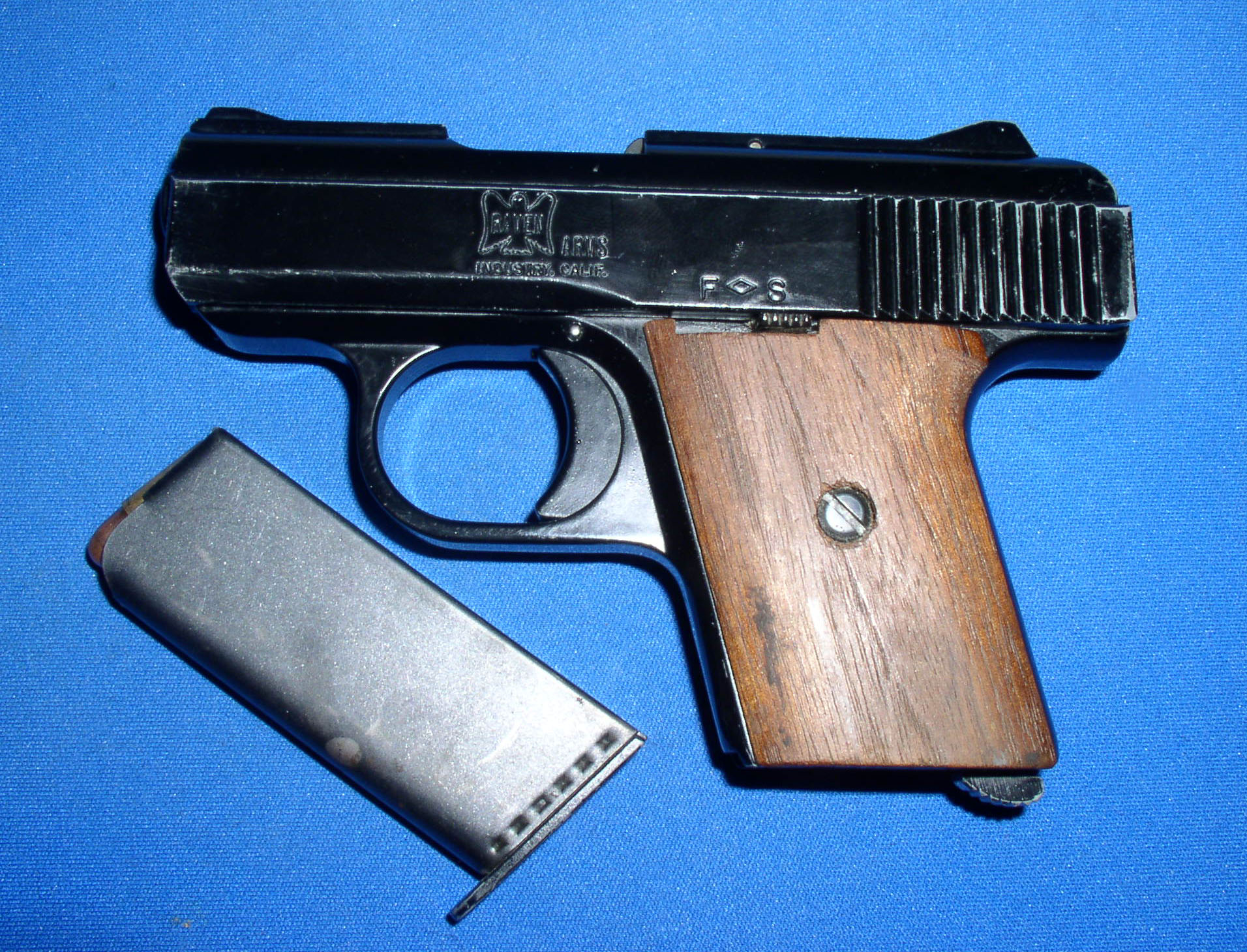
サタデーナイトスペシャルの一つレイヴンアームズ社のMP-25。画像は第三世代モデル

サタデーナイトスペシャル (英: Saturday Night Special) とは、アメリカやカナダなどにおいて低品質で安価な小型拳銃に対する俗称である。呼称の由来は、1960年代のアメリカで安価な拳銃の乱用による負傷者が続出した時期があり、それが週末の土曜夜に集中していたことを医師たちが「土曜の夜は大混雑だ」と揶揄したことからだという。
その価値の低さ、低品質からジャンクガン （Junk Guns=がらくた銃）との蔑称でも呼ばれる。
サタデーナイトスペシャルに関する正式な定義というものはないが、いくつかの銃規制法によれば銃身長が3インチ（約7.62cm）未満の自動拳銃、あるいは全長6インチ（約15.24cm）未満のリボルバーで、有名メーカーの製品でなく、安価で低品質のものと定義されている事が多い。価格はまちまちだが、安いものでは50ドル程度からあり、デリンジャーのように、おおむね100ドルを超えるバックアップ用の拳銃などは、小型であってもサタデーナイトスペシャルと呼ばれないことが多い。

## 概要
サタデーナイトスペシャルのほとんどは.22ロングライフル弾や.25ACP弾、.32ACP弾といった比較的小型の実包を使用する。これには銃を小型化でき反動も少ないというメリットがあり、耐久性に乏しいが安価でかつ大量生産に向くアルミや亜鉛合金ダイカストをフレームやスライド（遊底）に使用することができるからである。
中には.357マグナム弾、.44マグナム弾、.44スペシャル弾、.45ACP弾等の大威力実包も使えるサタデーナイトスペシャルもあるが、後述の通り、構造と材質面から極めて危険な銃となるリスクは高くなる。
回転式拳銃は構造の簡素化と故障低減を狙ってシングルアクションオンリー、またはダブルアクションオンリーの銃が多く、価格面からコスト高になるシングル/ダブル併用型は少ない。
自動式拳銃は撃発機構がストライカー（撃針）式、作動方式がブローバックの製品が多い。部品が少なく安価にできるが、暴発の危険も伴う。
上記の通り、安く作ることを優先した粗悪品であるため、命中率や取り扱いといった基本的な性能は、高価な拳銃と比較した場合では見劣りがする。また材質や構造上の問題から耐久性に難があり、動作不良や暴発などのリスクの増大も否定出来ない。使用者の安全面や武器としての信頼性も含め、多くの欠点があるにも拘らず、サタデーナイトスペシャルは現在でも使い続けられている。これは安価で入手可能なことから、低所得者や護身に出費することを惜しむ人物などの需要が絶えないことが原因とされる。
しばしばサタデーナイトスペシャルに混同される安価なアルカディアマシーン&ツール、アイバージョンソン、ハーリントン＆リチャードソン、フェニックスアームズ、ホプキンス&アレンだが、これらは鋼鉄など強固な材質を使い.380ACP弾、9x19mmパラベラム弾、.38スペシャル弾のような、比較的威力のある実包を使える耐久力を持つ。これらは19世紀末から20世紀中頃に設計・製造された、二流なれどきちんとした銃器メーカーの製品であった。ニッケル仕上げのチープな外見ではあるが構造や造りは比較的丁寧でしっかり作られており、サタデーナイトスペシャルとは区別すべき製品であろう。

## リボルバー
- アームスコア プレシジョンインコーポレイテッド（子会社:スカイヤーズビンガム）：1952年設立[注 2]
- アイバー ジョンソン：設立1871年、1993年倒産 
  - アイバー ジョンソンM1900 - ソリッドフレーム、.32口径弾を使用する6連発銃。六角銃身のダブルアクション専用で故障が少なく価格が安いので、明治末期から日本へも大量に輸出されている[1]。
- チャーター アームズ：設立1964年 
  - チャーター アームズ・ブルドッグ - アルミニウム合金、.357マグナム弾と.44 Specialを使用。
- ハーリントン&リチャードソン ファイアーアームズ（ニューイングランド・ファイアームズと合併）：設立1871年、生産中止2015年
- ホプキンス&アレン（マーリン・ファイアアームズに吸収合併）：設立1868年、1917年合併
- ヘリテッジ・アームズ
  - セントリー・ダブルアクションリボルバー - .38スペシャル弾使用。
- レーム ゲゼルシャフト：設立1950年代、2010年銃器部門を売却
  - レーム RG-14 - .22ロングライフル弾を使用。

## オートマチック
- アルカディアマシーン&ツール（略称AMT）：設立1977年、1998年買収（2001年別企業により再買収）
- コブラ ファイアーアームズ：2020年倒産
- サンダンスインダストリーズ:設立1989年、2002年倒産
- デイビス インダストリーズ：設立1982年、1999年倒産
- ヒメネス アームズ（旧名称:ブライコ アームズ、ジェニングズ アームズ）：設立1978年
  - ジェニングス J-22 - シンプルブローバック、ストライカー方式、亜鉛合金、.22ロングライフル弾を使用。
  - J-25 - .25ACP弾
  - JA-32 - .32ACP弾
  - JA-380 - .380ACP弾
- フェニックス アームズ（旧名称:レイブン アームズ：設立1970年、倒産1991年）：設立1992年
  - レイヴンアームズ MP-25 - シンプルブローバック、ストライカー方式、亜鉛合金、.25ACP弾を使用。
  - フェニックスアームズ HP22・HP25 - .22ロングライフル弾と.25ACP弾を使用。
- ローシン エンジニアリング カンパニー：設立1989年、1998年倒産

なお、中小メーカーが製造しており僅かに知名度のあるものは上記の拳銃などであるが、いずれも日本では無名である。殆どがアメリカの会社であるが、レーム ゲゼルシャフト（レームRG-14）はドイツ、アームスコア（スカイヤーズビンガム）はフィリピンの会社である。アルカディアマシーン&ツール（オートマグ、AMTハードボーラー）、アイバージョンソン、ハーリントン＆リチャードソン ファイアーアームズ、フェニックスアームズ（チャーターアームズ）はヨーロッパで小規模のヒットを生み出し知名度がある。
倒産することが多く、現存している会社は上記の通りとなっている。

## 法規制
サタデーナイトスペシャルを法律で規制すべきという意見があり、実際にいくつかの州では所持や購入に対する規制がある。
規制すべきとする意見は、これらの銃が小型であるため隠し持つことが容易であることや、安価な拳銃が簡単に入手可能であることが殺人や強盗など凶悪犯罪の温床となり、治安悪化の一因となっているというものである。しかし、そのような規制は治安の悪い地域に住むことの多い低所得層の人々が、凶悪犯罪から身を守る手段を奪うものだとして反対する意見も根強い。
ロック・バンドのレーナード・スキナードが1975年にシングル・ヒットさせた曲「サタデイ・ナイト・スペシャル」の歌詞は、規制を支持した内容で、「拳銃は殺人以外の役に立たない」と歌われている。
レーガン大統領暗殺未遂事件で犯人のジョン・ヒンクリーがサタデーナイトスペシャルのレームMG-14を使用したことが悪名を轟かせた。この事件と日本人留学生射殺事件を基にブレイディ法が施行されたが、2004年に延長されず、失効となった。

## 登場作品
ゴルゴ13　第182話　サタデーナイト・スペシャル
サタデーナイトスペシャルを使った犯罪が横行していたハーレムを舞台にしたストーリーで、視点人物は二転三転するも全編にわたって登場しており、最終的にゴルゴの目の前でサタデーナイトスペシャルを使って抗争相手を殺したチンピラ達が、目撃者であるゴルゴを殺害しようと襲いかかるも返り討ちにあう。
アキハバラ無法街 〜GUN MAID〜
高価な有名銃で武装する敵とは対照的に、主人公の男の娘メイド「くるり」が使う銃は、全てサタデーナイトスペシャルである。（袖やスカート内に複数を隠し持つが、ソリッドフレーム型リボルバーが多い）
杉村麦太、秋田書店〈チャンピオンREDコミックス〉 全1巻。

## 一覧

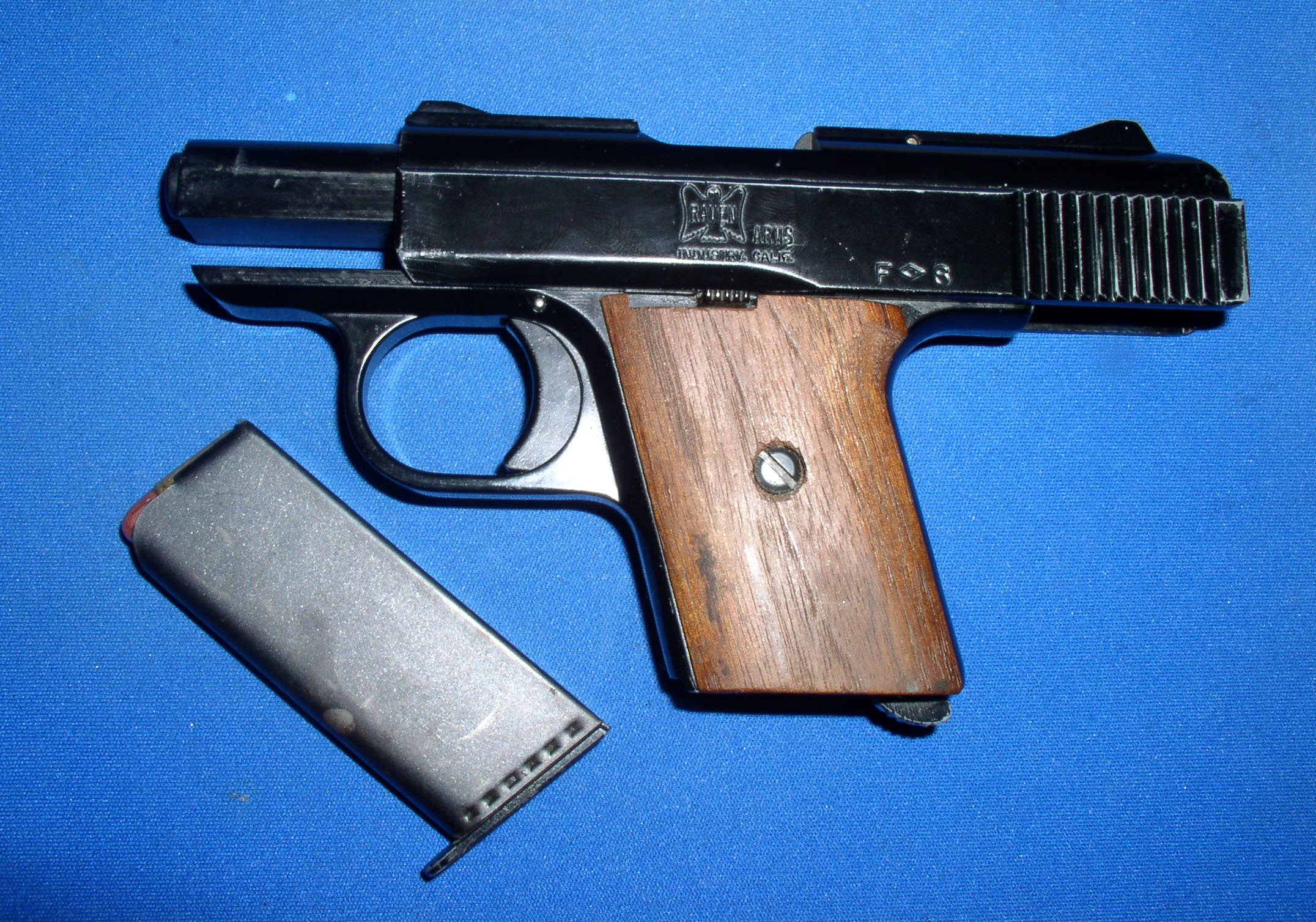
遊底を後退させたMP-25
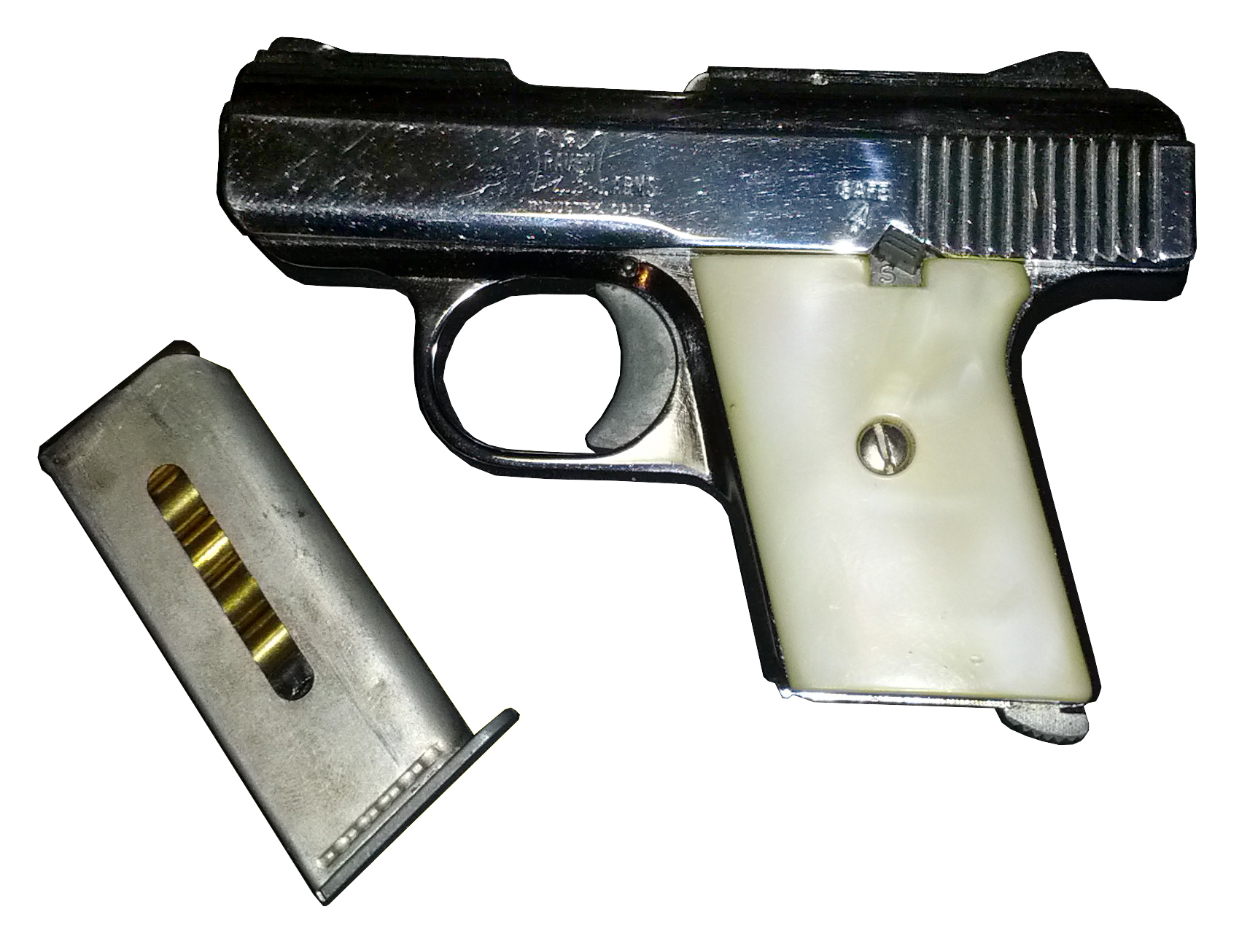
クロームメッキ、真珠調のグリップのMP-25
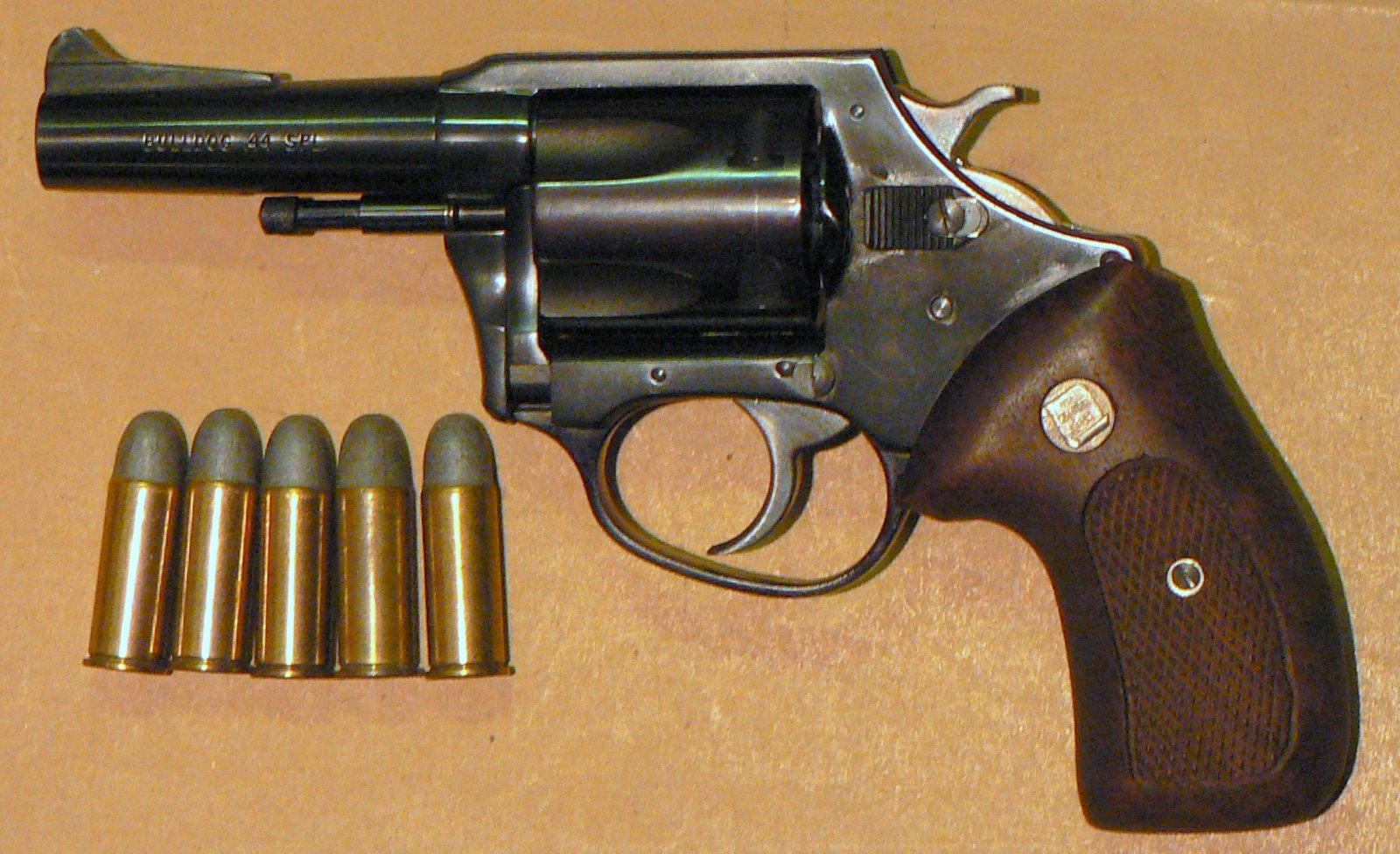
チャーターアームズ　ブルドッグ
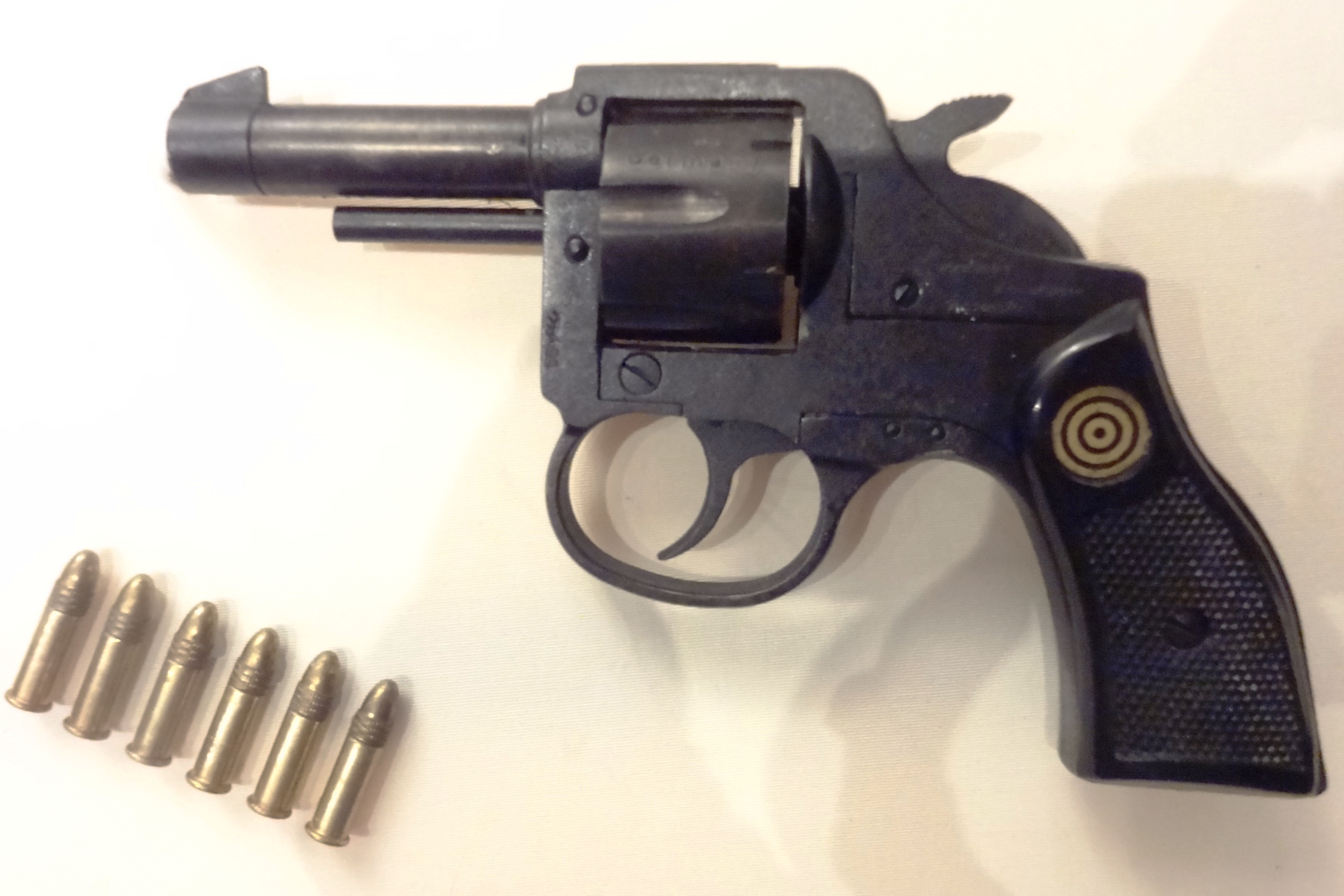
レーム　RG-14
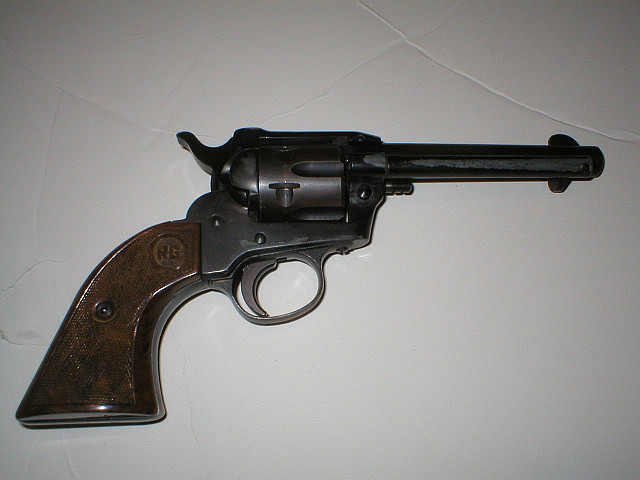
レーム　RG-66
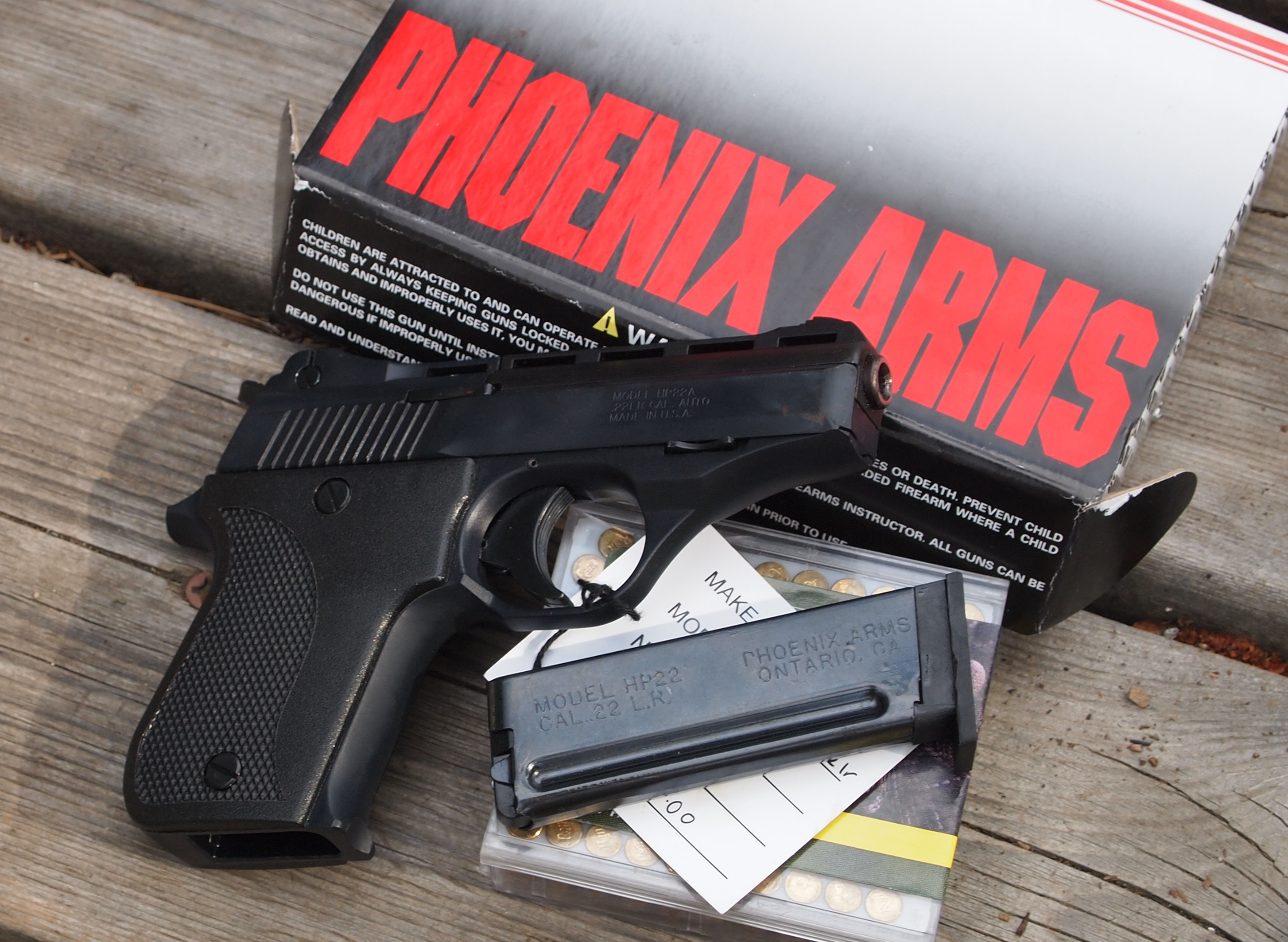
フェニックスアームズ HP22
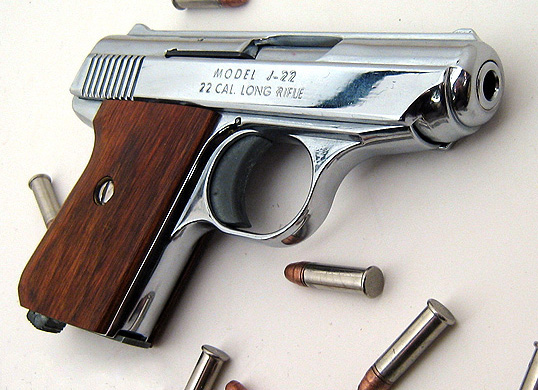
ヒメネスアームズ　Jennings J-22